# Batman: Tierra uno
Batman: Tierra Uno (en inglés, Batman: Earth One) es una serie de novelas gráficas escrita por Geoff Johns e ilustrada por Gary Frank. Se trata de una reimaginación moderna de la franquicia de cómics de Batman de DC Comics como parte del sello Tierra Uno de la compañía. Esta versión de Batman existe junto a otros personajes renovados de DC con el título de Tierra Uno, en los que se incluye Superman: Tierra Uno y Woner Woman: Tierra Uno, además de otras novelas gráficas.
Batman: Tierra Uno se ambienta en una continuidad alternativa llamada Tierra Uno, la cual presenta una reinterpretación de la historia de Batman. Los personajes presentados son muy diferentes de la representación a la que normalmente se los asocia. Un ejemplo de esto es el propio Batman, quien en las novelas gráficas es presentado como alguien inexperto y que comete errores, pero que va ganando práctica y se vuelve más competente a medida que pasan los volúmenes.
Anunciada en 2009, el primer volumen de Batman: Tierra Uno se publicó el 4 de julio de 2012. El volumen dos estaba programado para salir originalmente en 2013, pero fue pospuesto y debutó el 6 de mayo de 2015. Originalmente previsto para su lanzamiento en 2018, el tercer y último volumen de la serie fue retrasado por tres años hasta su publicación el 8 de junio de 2021. La serie recibió reacciones positivas de tanto críticos como lectores, destacando el arte de Gary Frank.

## Argumento
Batman is not a hero.
He is just a man.
Fallible, vulnerable, and angry.
Batman no es un héroe.
Él soló es un hombre.
Imperfecto, vulnerable y enojado.

En una Gotham City donde los aliados y los enemigos son irreconocibles, el camino de Bruce Wayne hacia su transformación en el Caballero de la Noche se encuentra plagado de obstáculos como nunca antes. Concentrado en castigar a los verdaderos asesinos de sus padres, y a la corrupta policía que les permitió salir en libertad, la sed de venganza de Bruce Wayne lo enloquece y nadie, ni el propio Alfred Pennyworth, puede detenerlo.
Con la tradición del número uno en ventas, Superman: Tierra uno, el escritor Geoff Johns y el artista Gary Frank, reimaginan una nueva mitología para el Caballero Nocturno donde lo familiar ya no es lo que se esperaba.

## Recepción
La reacción de la crítica, tanto en la industria del cómic como en la del cine, resultó favorable. Brad Meltzer escritor y novelista de Crisis de identidad, elogió la novela, citando: «Por primera vez en mucho tiempo, se pueden ver los ojos de Batman. Eso tal vez pueda parecer un cambio sin importancia. No lo es. Geoff Johns y Gary Frank saben que el auténtico atractivo de Batman es lo que oculta dentro de él. Ahora, ellos nos permiten echarle una mirada, a su interior y su exterior, que nos dejará sin aliento». David S. Goyer, coescritor de Batman Begins, The Dark Knight Rises y El hombre de acero elogió la novela por la diversidad de narración y los estilos artísticos, «Tras reimaginar exitosamente a Superman: Secret Origin, Geoff Johs y Gary Frank han desatado sus talentos en Bruce Wayne demostrando, una vez más, que bajo una correcta administración la leyenda de Batman siempre podrá ser transformada. Alfred Pennyworth como un infante de marina. El Pingüino un villano auténticamente espeluznante y sádico. Sorprendente». Otros medios donde recibió una atención especial incluye a Damon Lindelof cocreador y productor ejecutivo de Lost. «Justo cuando se creería que no había ya posibilidad de una nueva versión fresca de Batman, llegan Johns y Frank para demostrar lo mal que estábamos. Original, sorpresiva y emotiva, Batman: Tierra uno es una lectura obligada».